# Ghislain Bardout
Ghislain Bardout, né le 8 mars 1980 à Suresnes, est un explorateur français spécialisé dans la plongée polaire. Il est à l’initiative des expéditions Under The Pole.

## Biographie
Ghislain Bardout a grandi dans les Alpes. À l’adolescence il découvre la plongée dans les lacs qu’il pratique en parallèle des sports de montagne. À 20 ans, il organise son premier projet d’expédition (non réalisé) visant à aller explorer, en plongée, les fonds d'un lac d'altitude gelé.
Après le baccalauréat, il étudie à l’école Polytechnique de Lausanne, où il est diplômé en ingénierie mécanique. Il effectue à cette époque un stage au centre océanographique de Monaco. Parallèlement durant l’été il est bénévole au Centre International de Plongée des Glénan (CIP Glénan) où il devient moniteur fédéral de plongée niveau 2.
En 2006, il travaille pour Jean Louis Etienne sur le projet Total Pole Airship. Il organise à cette occasion une première plongée au Pôle Nord qui va lui inspirer la série d’expéditions Under The Pole,.

## Expéditions polaires

### Total Pole Airship
En 2006 il est engagé par Jean Louis Etienne en tant qu’assistant et logisticien sur le projet Total Pole Airship. Cette expédition a pour objectif de traverser l’Arctique en dirigeable.  Il profite de cette occasion pour organiser sur la banquise du Pôle Nord, à partir de la base russe de Barneo, des tests de calibration de l’EM-bird (appareil de mesure des épaisseurs de glaces) qui nécessitent une équipe de plongeurs dont il fait partie. Il y travaille durant deux ans, jusqu'à l’accident du dirigeable à Marignane le 22 janvier 2008 qui met fin au projet,,.

### Expéditions Under The Pole
Cet avant-goût de plongée polaire lui donne des idées et il crée en 2007 les expéditions Under The Pole qui ont pour objectif d’explorer et documenter les régions polaires par le biais de la plongée. Jusqu'à présent deux expéditions ont été réalisées, au pôle Nord (2010) puis au Groenland (2014/2015).
Deepsea Under The Pole
Cette première expédition au pôle Nord est parrainée par Jean Louis Etienne. Ghislain Bardout prépare ce projet avec sa compagne Emmanuelle Périé depuis trois ans lorsqu’ils sont déposés sur la banquise du pôle Nord avec six autres équipiers et leur chien husky. Il cumule alors les casquettes de chef d’expédition et caméraman sous-marin,.
Pendant 45 jours ils progressent en skis et pulkas, entre crêtes de compressions et leads, en direction du Canada. Tout au long de ce périple ils réalisent 51 plongées dans des conditions extrêmes (température extérieure oscillant entre -45 et −10 °C, température de l’eau à −1,8 °C). Ils ramènent ainsi au grand public des images incroyables de la face cachée de la banquise. Les conditions exécrables de la banquise, cette année-là, les contraignent à interrompre l’expédition avant l’heure,.
Under The Pole – Discovery Greenland
À la suite du succès de Deepsea Under The Pole, le couple Bardout commence une nouvelle aventure. Après trois ans de préparation, ils quittent Concarneau à bord du voilier WHY en janvier 2014 pour 22 mois d’exploration au Groenland,.
Les objectifs restent les mêmes : explorer et documenter le monde arctique sur son versant sous-marin, seulement cette fois-ci plusieurs plongeurs sont équipés de circuits fermés dits « recycleurs » permettant les plongées profondes. Ghislain Bardout (chef d’expédition et cameraman sous-marin) et son binôme, Martin Mellet, atteignent les 112 mètres de profondeur dans la baie de Qaanaaq. Ces plongées sont sans précédent dans cette partie du monde au climat extrême.
Les plongées sous les icebergs géants de la baie de Disko mesurant plusieurs centaines de mètres de haut et la rencontre avec le requin du Groenland en plongée (et effectuée en dehors de tout contexte de pêche) sont parmi les faits les plus marquants de l’expédition.
Au début de 2015, le bateau et la famille Bardout hivernent dans les glaces de la baie d’Uummannaq à quelques kilomètres du village d’Ikerasak,.

## Spécialisation
En janvier 2016, Ghislain publie le livre "Manuel technique de plongée polaire", premier livre sur la technique de plongée en eaux froides, détaillée par son expérience au cours des expéditions polaires et d'une bibliographie approfondie.

## Œuvres
Livres
- On a marché sous le pôle, Ghislain Bardout, Emmanuelle Périé-Bardout (Photographe : Benoît Poyelle ; Préface : Jean-Louis Étienne)[1]
- Immersion Polaire, Ghislain Bardout, Emmanuelle Périé-Bardout (Photographe : Lucas Santucci ; Préface : Roland Jourdain)[16]
- Manuel technique de plongée polaire, Ghislain Bardout[15]

Films
- On a marché sous le pôle, réal Thierry Robert et Ghislain Bardout, 52 minutes (documentaire)[17]
- Sous les glaces du Groenland, réal Jean-Gabriel Leynaud, 52 minutes (documentaire)[18]
- Immersion Polaire, réal Victor Rault et Pierre Bellet, 52 minutes (documentaire)[19]

### Séries
- Chroniques du Groenland, réal Victor Rault, 10x13 minutes (documentaire)[20]

## Récompenses
- Festival Écran de l’Aventure de Dijon 2010, Grand Prix – Toison d’or, Prix des jeunes, Prix spécial au chien Kayak[21]
- Festival du Film d’Aventure de La Rochelle 2010, Grand Prix
- Festival International du Film Sous-Marin de Belgrade 2010, Grand Prix
- Festival International du Film de Montagne d’Autrans 2010, Prix du National Geographic
- Festival Aventure et Découverte de Val d’Isère 2011, Prix Alain Estève
- Festival International du Film Polaire de Paris 2011, Grand Prix – Glaçon d’Or
- Festival du Film d’Aventure de Chartres de Bretagne 2011, Grand Prix
- Festival Méditerranéa d’Antibes 2011, Prix de l’extrême
- Festival d’Aventure de Strasbourg 2011, Prix de l’Aventure
- Festival International du Film Maritime, d’Exploration et d’Environnement de Toulon 2011, Prix du film d’exploration
- Festival International du Film de Montagne d’Autrans 2009, Meilleur Projet de Film
- Festival du film maritime d’Hendaye 2012, Prix France 3 Aquitaine / Ville d’Hendaye
- Festival international de l'image sous marine de Marseille 2015, Palme d'or pour le livre Immersion Polaire[22]

Sélection
- Finalist Blue Ocean Film Festival 2012
- Finalist Banff Film Festival 2011
- Festival du film d’aventure de La Réunion 2011